# Cerro Bandera
El Cerro Bandera es un cerro ubicado en la Isla Navarino, es visible desde Puerto Williams y en su cima se encuentra una bandera de Chile, toma aproximadamente 3 horas el recorrido de ida y vuelta. También es la primera parada para continuar al circuito de Los Dientes de Navarino.

## Ruta
La ruta está claramente señalizada, en su trayecto se pueden observar diversos animales propios de la zona como también madrigueras de Castor.